# Östra Laxsjön
Östra Laxsjön är en sjö i Askersunds kommun och Laxå kommun i Närke och ingår i Norrströms huvudavrinningsområde. Sjön är 18 meter djup, har en yta på 7,26 kvadratkilometer och befinner sig 132 meter över havet. Sjön avvattnas av vattendraget Norrström (Eskilstunaån). Vid provfiske har bland annat abborre, björkna, gers och gädda fångats i sjön.

## Delavrinningsområde
Östra Laxsjön ingår i det delavrinningsområde (653107-143643) som SMHI kallar för Utloppet av Östra Laxsjön. Medelhöjden är 141 meter över havet och ytan är 18,9 kvadratkilometer. Räknas de 2 avrinningsområdena uppströms in blir den ackumulerade arean 34,59 kvadratkilometer. Avrinningsområdets utflöde Norrström (Eskilstunaån) mynnar i havet. Avrinningsområdet består mestadels av skog (54 procent). Avrinningsområdet har 7,24 kvadratkilometer vattenytor vilket ger det en sjöprocent på 38,3 procent.

## Fisk
Vid provfiske har följande fisk fångats i sjön:
- Abborre
- Björkna
- Gärs
- Gädda
- Lake
- Mört
- Nors
- Sik
- Siklöja